# Moyahua de Estrada
Moyahua de Estrada là một đô thị thuộc bang Zacatecas, México. Năm 2005, dân số của đô thị này là 4600 người.